# Жак II д’Аркур
Жак II д’Аркур (фр. Jacques d’Harcourt, погиб в 1428) — барон де Монтгомери (1405—1428), сеньор де Нуаелль и де Велли. Сын Жака I д’Аркура (1350—1405), барона де Монтгомери, и Жанны (ум. 1425), дочери Жерара д’Энгиена, сеньора д’Авреша. Внук Жана V д’Аркура, графа д’Аркура и д’Омаля.

## Биография
В апреле 1405 года после смерти своего отца Жак д’Аркур стал новым бароном де Монтгомери. Вначале служил герцогу Бургундскому Филиппу III Доброму, был капитаном в Понтье.
В 1421 году перешел на сторону дофина Шарля де Валуа (будущего короля Франции Карла Победоносного). удерживал для дофина целый ряд крепостей в Понтье, в том числе Сен-Рике с ла-Ферте и Дрюжи, Эрен, Эокур, Пон-Реми, Гамаш и Рамбюр. Выступил на выручку Сен-Рике, осаждённому бургиньонами. 30 августа 1421 года был перехвачен по пути и разбит армией Филиппа Доброго в бою при Мон-ан-Виме.
В 1423 году Жак II д’Аркур продолжал оказывать сопротивление англо-бургундским силам в Нормандии. Несмотря на успешные рейды на Рю и Домар в марте 1423 года, был вынужден сдать Сен-Валери и бежать в Бретань. Затем защищал от англичан Ле-Кротуа. 
Погиб в 1428 году во время осады замка Партене.

## Семья
Был дважды женат. Его первой женой была Леонора Жюмей, дама де Креск. Вторым браком в 1417 году женился на Маргарите де Мелён, дочери Гийома IV де Мелёна (ум. 1415), виконта де Мелена. Дети:
- Гильом д’Аркур (ум. 1484), граф де Танкарвиль
- Мария д’Аркур (1420—1464), жена с 1439 года Жана де Дюнуа (1402—1468), бастарда Орлеанского.